# Odra 1003
Odra 1003 – tranzystorowy komputer drugiej generacji skonstruowany i produkowany w Zakładach Elektronicznych Elwro od 1964 roku (skonstruowany w 1963 roku). Komputer przeznaczony był do obliczeń naukowo-technicznych i sterowania procesami technologicznymi. Jej następcą była Odra 1013.

## Opis
Była pierwszą Odrą produkowaną seryjnie. Poprzednie modele (1001 i 1002) nie uzyskały zadowalającej niezawodności. Niezawodność Odry 1003 zwiększono przez selekcję i starzenie elementów oraz dokładną kontrolę pakietów.
Mimo podstawowego przeznaczenia komputera, jakim były obliczenia naukowe, w roku 1962 inżynier Witold Podgórski, pracujący we wrocławskich Zakładach Elektronicznych Elwro stworzył na prototypie Odry 1003 grę logiczną Marienbad, po przeczytaniu w czasopiśmie Przekrój opisu tak właśnie nazwanej wersji gry logicznej Nim. Podgórski zaprogramował grę dla maksymalnie ośmiu tysięcy rządków zapałek, po prawie bilion zapałek w każdym; przy takim ustawieniu odpowiedź Odry na ruch gracza zajmowała niecałą godzinę. Odry nie dało się pokonać, nawet przy standardowym ustawieniu dla szesnastu zapałek. Algorytm Marienbadu przekazano Wojskowej Akademii Technicznej, gdzie chętni mogli grać z komputerem sterowanym przez operatora, przy czym władze uczelni niechętnie patrzyły na wykorzystywanie Odry do rozrywki; gra nie była rozpowszechniana przez Elwro.
Komputer nie korzystał z wyświetlacza, rezultaty działań użytkownika były zapisywane na kartach/taśmach perforowanych lub drukowane na dalekopisie. Dalekopis służył również jako urządzenie wejścia, umożliwiające manualne wprowadzanie danych. Jako że gra Marienbad siłą rzeczy nie mogła wyświetlać obrazu, a jedynie drukować aktualny stan rozgrywki, nie wpisuje się ona w definicję gry komputerowej zawartą w Słowniku języka polskiego PWN.
Zachowany egzemplarz znajduje się w Narodowym Muzeum Techniki w Warszawie.

## Dane techniczne
Dane techniczne:
- typ: komputer szeregowy II generacji (tranzystorowy)
- organizacja:
  - komputer 1+1 adresowy
  - arytmetyka binarna, kod uzupełnień do dwóch
  - długość słowa maszynowego: 39 bitów + 1 bit techniczny (40 bitów)
- języki programowania: PJZ (Podstawowy Język Zewnętrzny), JAS, Autokod MOST I
- pamięć operacyjna: bębnowa o pojemności 8192 słów (40 KiB)
- wejście:
  - fotoelektryczny czytnik taśmy FC-1 firmy ELWRO
  - dalekopis firmy Lorenz
  - przystawka z konwerterem analogowo-cyfrowym firmy ELWRO
- wyjście:
  - perforator taśmy firmy Facit
  - dalekopis firmy Lorenz
- podstawowa częstotliwość zegara: 250 kHz
- szybkość liczenia: 500 dodawań na sekundę
- zasilanie: 3 × 380 V, 50 Hz, ok. 700 VA
- jednostka centralna:
  - wymiary: 640 × 1300 × 1600 mm
  - waga: 400 kg
- technologia: germanowe tranzystory stopowe (TG2, TG70) i ostrzowe diody germanowe, pakiety na jednostronnej płytce drukowanej o wymiarach 126,4 x 205 mm, ze złączem krawędziowym o 32 stykach
- koszt 1 mln operacji: 49 zł w 1976, ok. 21 zł w 2020 po inflacji.

## Produkcja
- 1963 r. – 2 szt.
- 1964 r. – 8 szt.
- 1965 r. – 32 szt.[8]

## Użycie
- Od 1965 w Ośrodku Obliczeń Numerycznych Wytwórni Sprzętu Komunikacyjnego w Rzeszowie[9]
- Od 1970 r. w Instytucie Rachunku Ekonomicznego Wydziału Inżynieryjno-Ekonomicznego Transportu Politechniki Szczecińskiej[10].

## Galeria

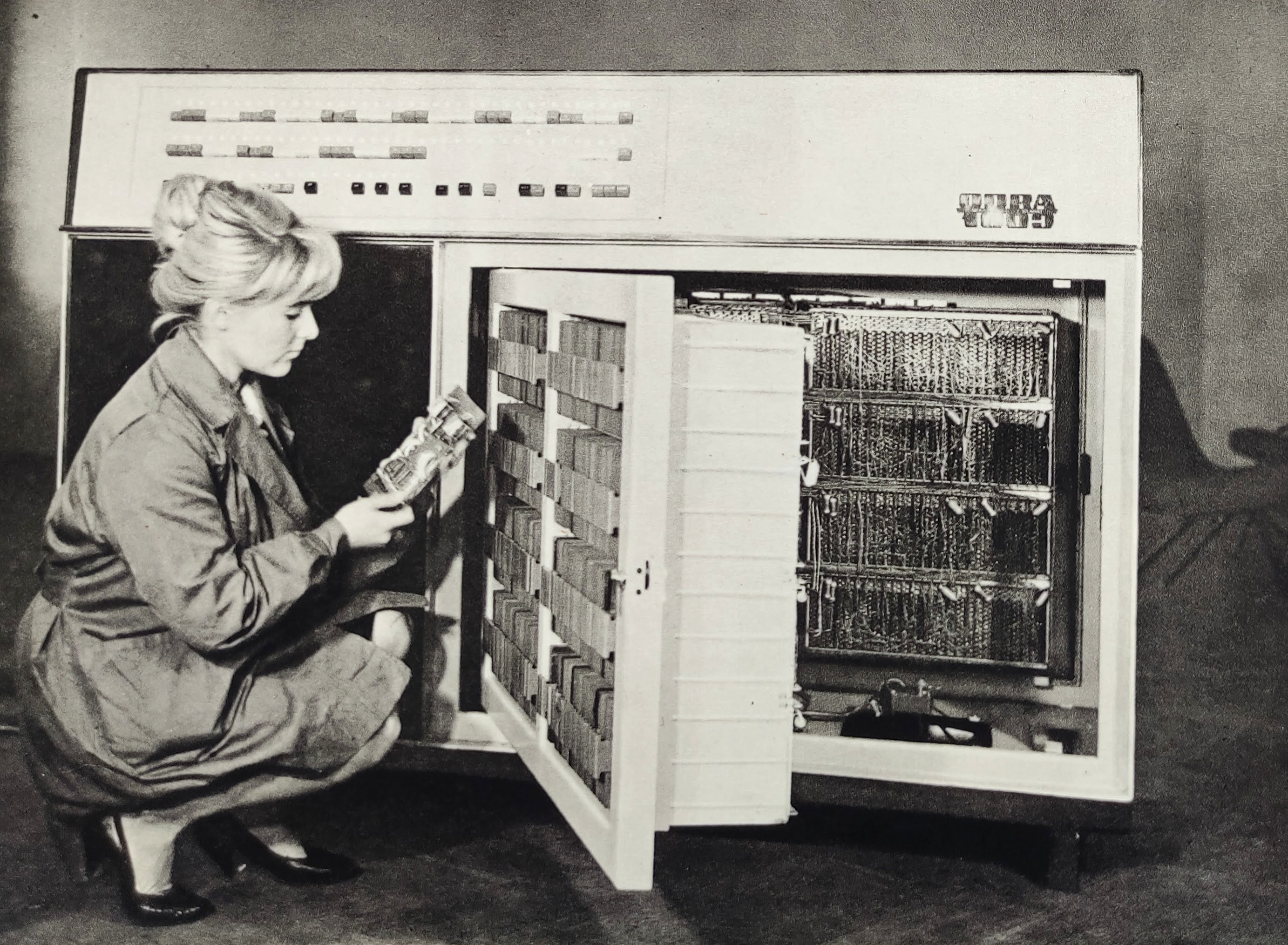
Przy komputerze Odra 1003
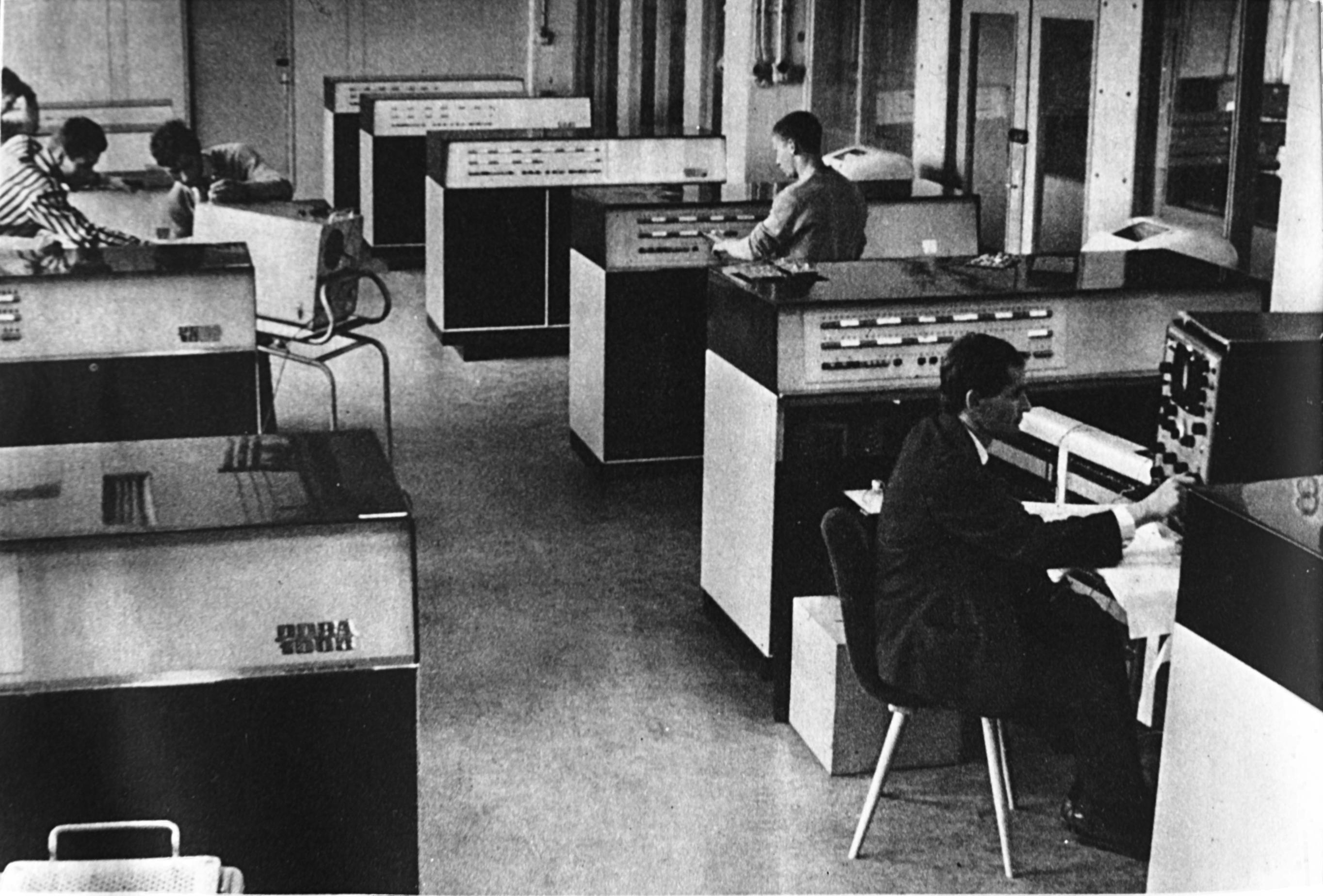
Eksploatacja wstępna komputerów
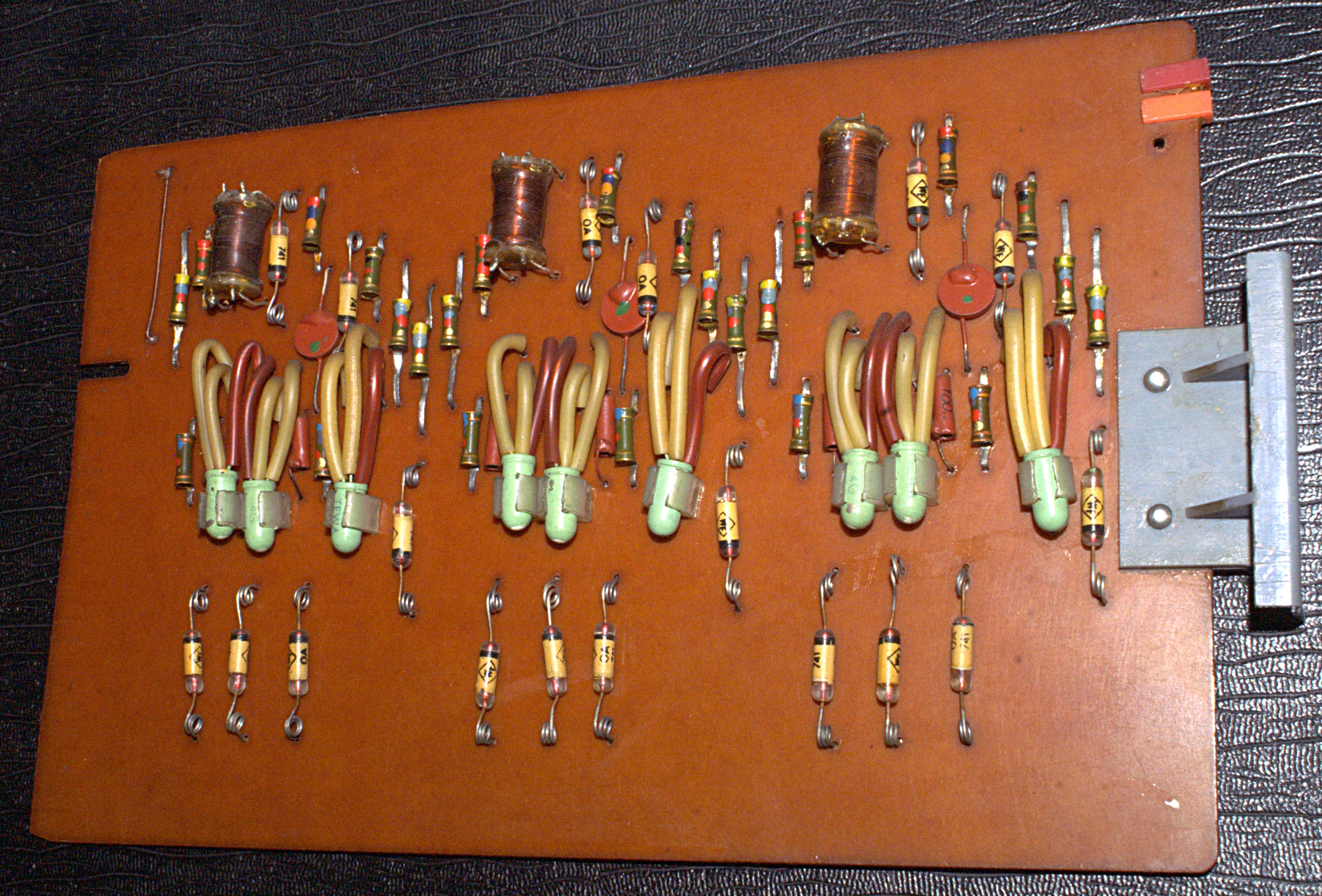
Pakiet komputera Odra 1003, rodziny używanej także w komputerach Odra 1013 i  Odra 1103